# Filmes de 1941 da Monogram Pictures

## Filmes do ano
| Título                      | Estrelado por      | Dirigido por           | Gênero   |
| --------------------------- | ------------------ | ---------------------- | -------- |
| Arizona Bound               | The Rough Riders   | Spencer Gordon Bennett | Faroeste |
| Borrowed Hero               | Alan Baxter        | Lewis D. Collins       | Drama    |
| Bowery Blitzkrieg           | The East Side Kids | Wallace Fox            | Comédia  |
| Break the News              | Maurice Chevalier  | René Clair             | Comédia  |
| Dead Man’s Shoes            | Leslie Banks       | Thomas Bentley         | Drama    |
| Double Trouble              | Harry Langdon      | William West           | Comédia  |
| Dynamite Canyon             | Tom Keene          | Robert Tansey          | Faroeste |
| Father Steps Out            | Frank Albertson    | Jean Yarbrough         | Comédia  |
| Flying Wild                 | The East Side Kids | William West           | Comédia  |
| Forbidden Trails            | The Rough Riders   | Robert N. Bradbury     | Faroeste |
| Fugitive Valley             | The Range Busters  | S. Roy Luby            | Faroeste |
| Gentleman from Dixie        | Jack LaRue         | Al Herman              | Drama    |
| House of Mystery            | Kenneth Kent       | Walter Summers         | Suspense |
| I Killed That Man           | Ricardo Cortez     | Phil Rosen             | Suspense |
| Invisible Ghost             | Bela Lugosi        | Joseph H. Lewis        | Terror   |
| King of the Zombies         | Dick Purcell       | Jean Yarbrough         | Terror   |
| Let’s Go Collegiate         | Frankie Darro      | Jean Yarbrough         | Musical  |
| Lone Star Law Men           | Tom Keene          | Robert Tansey          | Faroeste |
| Murder by Invitation        | Wallace Ford       | Phil Rosen             | Suspense |
| Pride of the Bowery         | The East Side Kids | Joseph H. Lewis        | Comédia  |
| Redhead                     | June Lang          | Edward L. Cahn         | Comédia  |
| Ridin’ the Cherokee Trail   | Tex Ritter         | Spencer Gordon Bennett | Faroeste |
| Riding the Sunset Trail     | Tom Keene          | Robert Tansey          | Faroeste |
| Rio Squad                   | Richard Cromwell   | Edward Finney          | Drama    |
| Road to Happiness           | John Boles         | Phil Rosen             | Drama    |
| Roar of the Press           | Wallace Ford       | Phil Rosen             | Drama    |
| Saddle Mountain Roundup     | The Range Busters  | S. Roy Luby            | Faroeste |
| Sign of the Wolf            | Michael Whalen     | Howard Bretherton      | Aventura |
| Silver Stallion             | David Sharpe       | Edward Finney          | Faroeste |
| Spooks Run Wild             | Bela Lugosi        | Phil Rosen             | Comédia  |
| Stolen Paradise             | Leon Janney        | Louis Gasnier          | Drama    |
| The Deadly Game             | Charles Farrell    | Phil Rosen             | Drama    |
| The Driftin’ Kid            | Tom Keene          | Robert Tansey          | Faroeste |
| The Gang’s All Here         | Frankie Darro      | Jean Yarbrough         | Comédia  |
| The Gunman from Bodie       | The Rough Riders   | Spencer Gordon Bennett | Faroeste |
| The Kid’s Last Ride         | The Range Busters  | S. Roy Luby            | Faroeste |
| The Pioneers                | Tex Ritter         | Al Herman              | Faroeste |
| Tonto Basin Outlaws         | The Range Busters  | S. Roy Luby            | Faroeste |
| Top Sergeant Mulligan       | Nat Pendleton      | Jean Yarbrough         | Comédia  |
| Trail of the Silver Spurs   | The Range Busters  | S. Roy Luby            | Faroeste |
| Tumbledown Ranch in Arizona | The Range Busters  | S. Roy Lubin           | Faroeste |
| Underground Rustlers        | The Range Busters  | S. Roy Luby            | Faroeste |
| Wanderers of the West       | Tom Keene          | Robert Hill            | Faroeste |
| Wrangler’s Roost            | The Range Busters  | S. Roy Luby            | Faroeste |
| You’re Out of Luck          | Frankie Darro      | Howard Bretherton      | Comédia  |
| Zis Boom Bah                | Grace Hayes        | William Nigh           | Musical  |

## Galeria

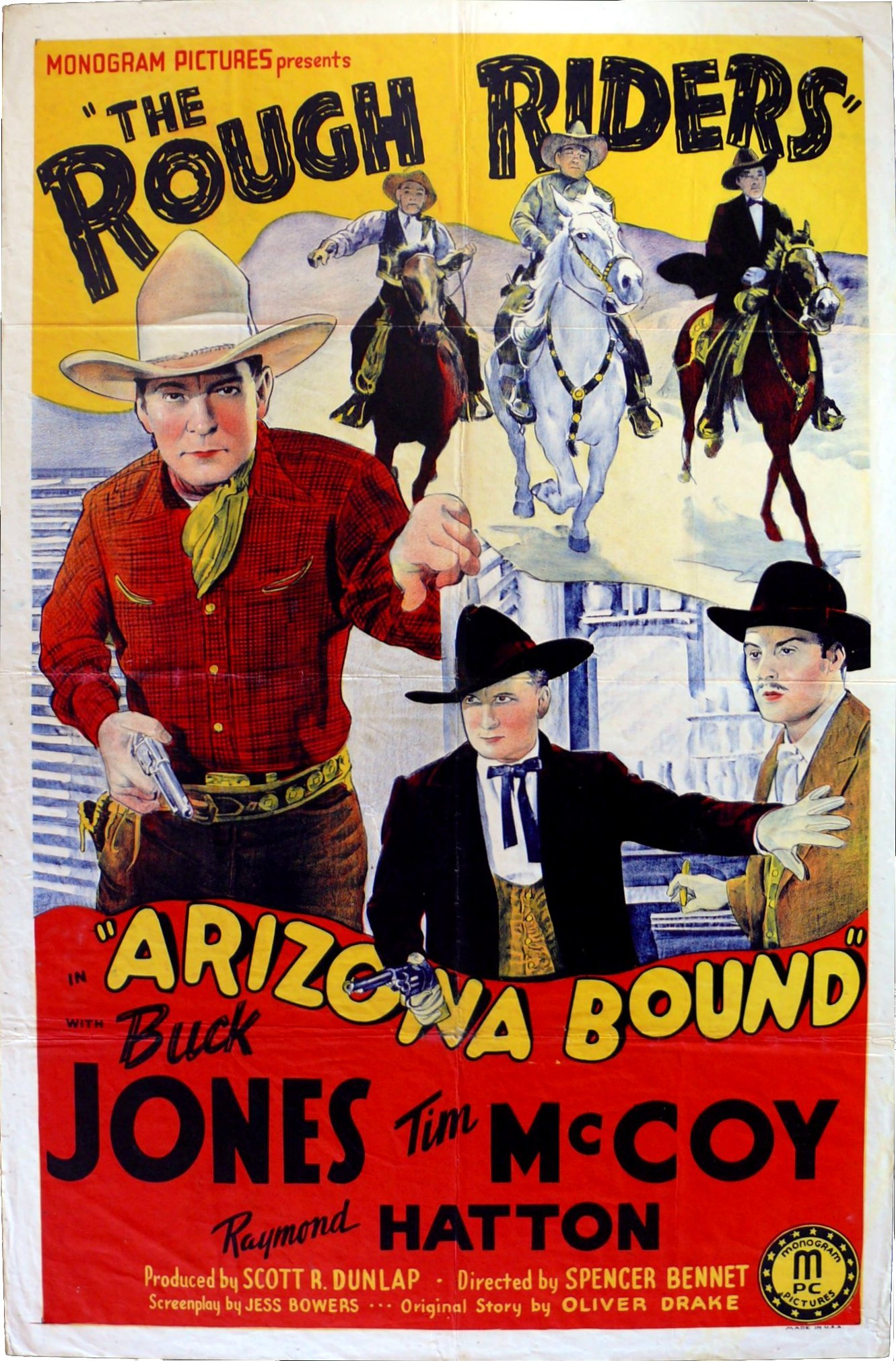
Cartaz de Arizona Bound, primeira aventura dos Rough Riders
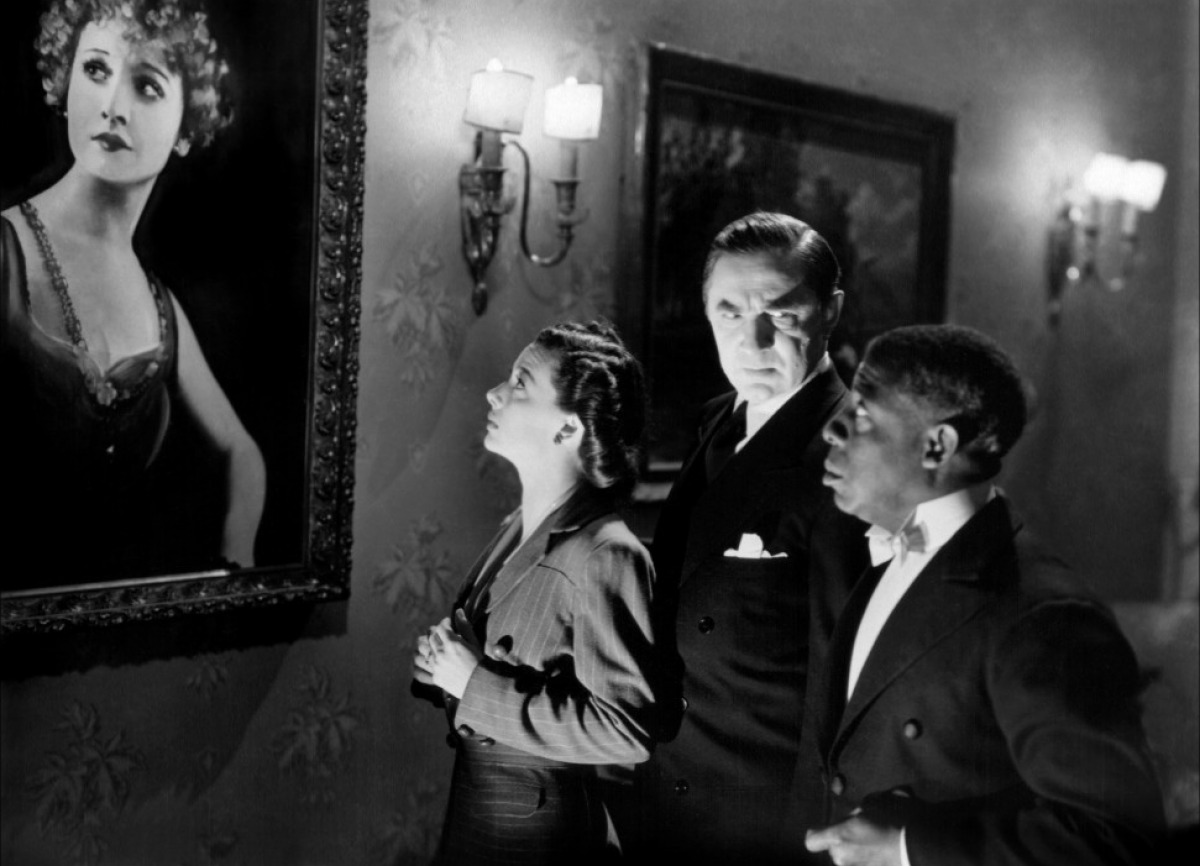
Polly Ann Young, Bela Lugosi e Clarence Muse em Invisible Ghost
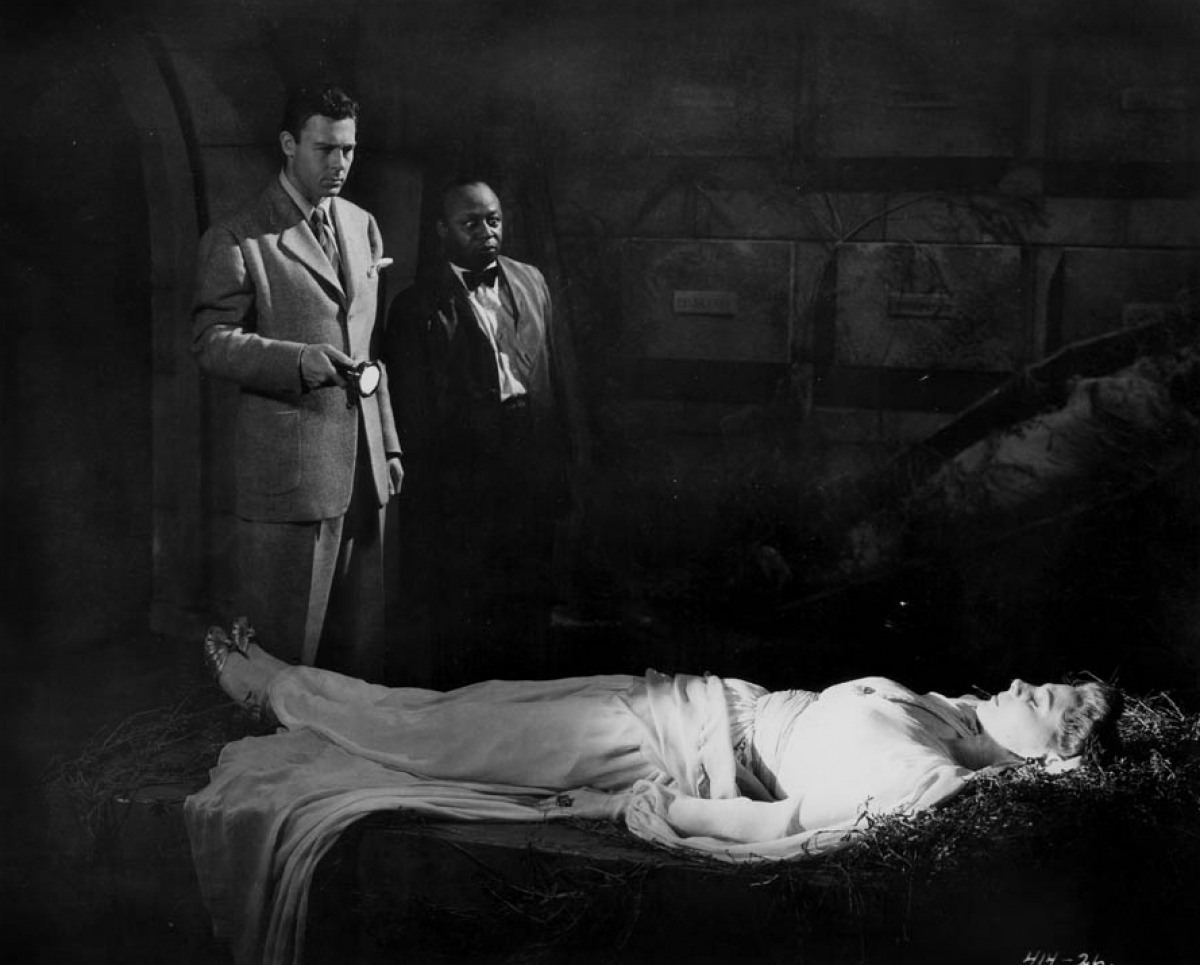
Dick Purcell, Mantan Moreland e Patricia Stacey em King of the Zombies, primeiro filme da Monogram a ser indicado a um Oscar
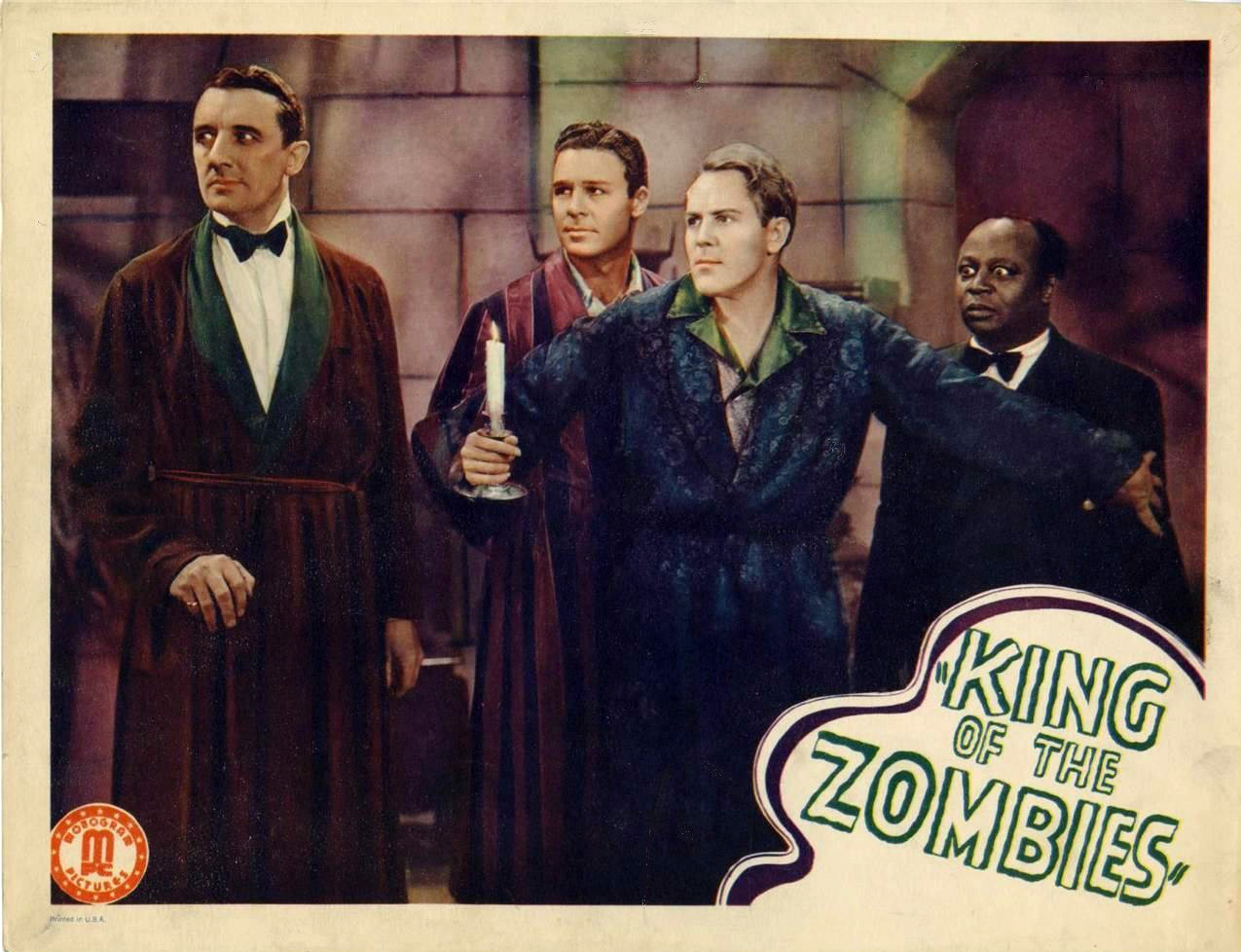